# James Lamar McElhany
James Lamar McElhany (03 de janeiro de 1880 a 25 de junho de 1959) era um  Adventista do Sétimo Dia, ministro e administrador. Ele foi presidente da Conferência Geral, de 1936 a 1950. Ele foi pioneiro no ministério missionário adventista na divisão do extremo oriente.
Mr. McElhany nasceu perto de Santa Maria, Califórnia em 03 de janeiro de 1880. James Lamar Sr. e Mary (Ford) McElhany, pais de James, se juntou à igreja Adventista do Sétimo Dia antes de seu nascimento, e ele foi batizado na membresia da Igreja com idade de 15 anos. Em 1900, começou a estudar na  Healdsburg Colégio, onde ele decidiu tornar-se um ministro. 
Entrou no ministério como um Colportor Evangelista para a Igreja Adventista em 1902. Em 1903 ele se mudou para a Austrália e trabalhou como evangelista itinerante, até 1906, quando se mudou para as Filipinas ajudando no evangelismo naquele país. Em 1908, ele novamente se mudou para um novo País, desta vez na Nova Zelândia. Ele, então, voltou para casa para os Estados Unidos, onde ele foi enviado a vários escritórios administrativos, incluindo presidências da Conferência Greater New York, a Conferência da Califórnia, a Conferência da União do Sul, e a União do Pacífico.
Ele foi eleito presidente da Conferência Geral da Igreja Adventista do Sétimo Dia, em 1936. Ele foi eleito duas vezes mais, permanecendo no cargo até 1950. Ele era conhecido por sua imparcialidade e compaixão.
Nos anos mais tarde, sofreu cegueira de catarata, mas fez uma cirurgia que restaurou a visão depois de algum tempo. Ele sofreu um acidente vascular cerebral, e morreu em 25 de junho de 1959.